# Wybory parlamentarne w Dżibuti w 1987 roku
Wybory parlamentarne w Dżibuti odbyły się 24 kwietnia 1987 roku. Zwyciężyła w nich jedyna legalna partia Ludowy Ruch na rzecz Postępu, która zdobyła wszystkie 65 mandatów w Zgromadzeniu Narodowym. Frekwencja wyborcza wyniosła 88,69%. Równocześnie z wyborami parlamentarnymi odbyły się wybory prezydenckie.

## Wyniki
|  | Partia                             | Głosy  | Procent | Mandaty |
|  | ---------------------------------- | ------ | ------- | ------- |
|  | Ludowy Ruch na rzecz Postępu (RPP) | 88 193 | 100%    | 65      |
|  | Głosy nieważne                     | 1 282  |         |         |
|  | Razem (frekwencja 88,69%)          | 89 475 | 100%    | 65      |